# HD 126141
HD 126141，又名BD+25 2770，SAO 83321、HR 5387，是一颗恒星，视星等为6.22，位于銀經33.14，銀緯69.39，其B1900.0坐标为赤經14h 18m 37.4s，赤緯+25° 69.39′ 28″。